# Veterupristisaurus

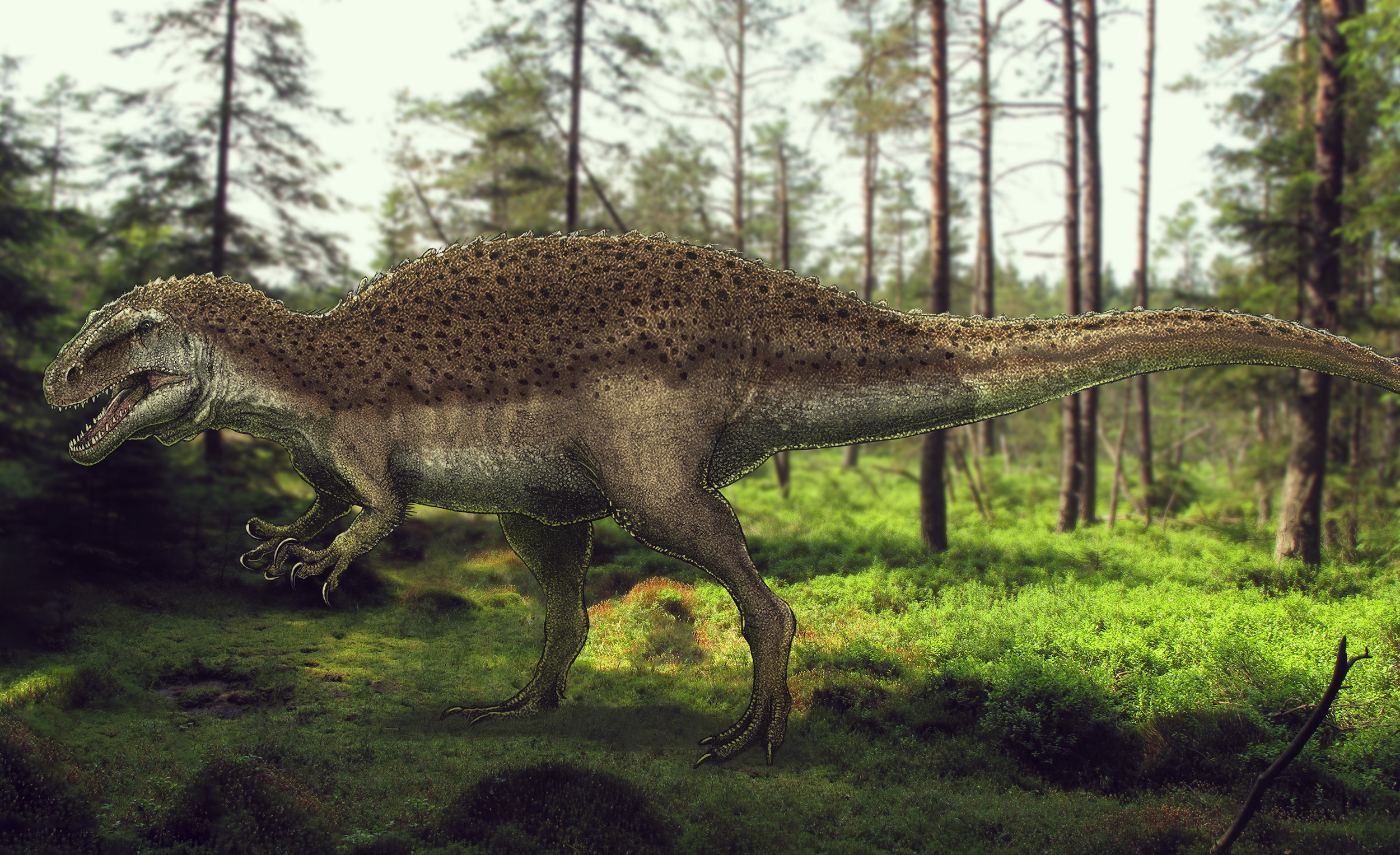
Veterupristisaurus milneri

Veterupristisaurus milneri is een vleesetende theropode dinosauriër, behorend tot de groep van de Tetanurae, die tijdens het late Jura leefde in het gebied van het huidige Afrika.

## Vondst en naamgeving
Tussen 1909 en 1912 werden er door Duitse geleerden expedities ondernomen naar Duits-Oost-Afrika, het huidige Tanzania, om dinosauriërbotten te zoeken in de Tendaguru Formatie. Onder de talloze opgedolven fossielen bevonden zich ook vier staartwervels van een grote theropode, gevonden in de St-groeve. Deze werden door Werner Janensch toegewezen aan Ceratosaurus? roechlingi Janensch 1925.

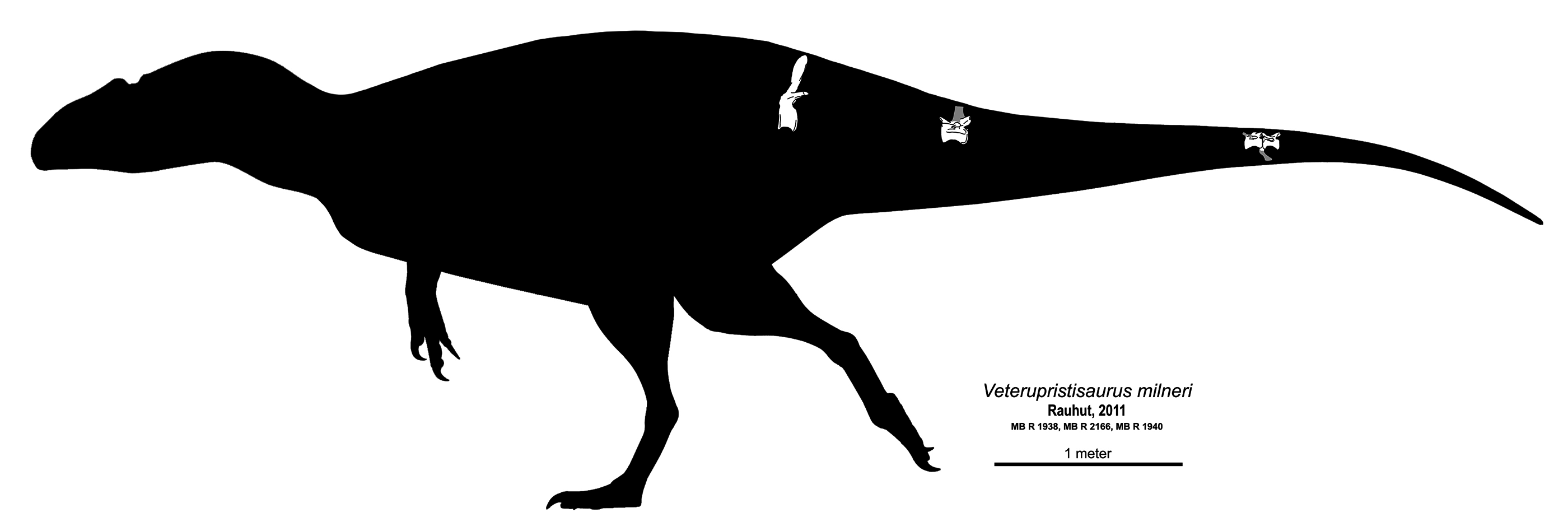
Diagram van het bewaarde materiaal

Begin eenentwintigste eeuw onderzocht de Duitse paleontoloog Oliver Rauhut dit materiaal opnieuw en kwam tot de conclusie dat het een apart taxon vertegenwoordigde. Tussen het holotype van Ceratosaurus? roechlingi, een staartwervel, en de vier andere staarwervels zou geen aantoonbaar verband bestaan. Ceratosaurus? roechlingi zou zelf een nomen dubium zijn. In 2011 beschreef en benoemde Rauhut de vier wervels als de typesoort Veterupristisaurus milneri. De geslachtsnaam is afgeleid van het Latijnse vetus, "oud" en het Oudgriekse πρίστις, pristis, "zaagvis", een verwijzing naar het als het oudste lid behoren tot de Carcharodontosauridae, de "dochters van de haaientandsauriër". Een correcte combinatie van deze elementen had eigenlijk "Veteripristisaurus" moeten opleveren. De soortaanduiding eert de Britse paleontologe Angela Milner omdat het boek waarin het beschrijvende artikel gepubliceerd werd, ter ere van haar jubileum als conservator van het British Museum of Natural History was uitgegeven. De vorm had eigenlijk het vrouwelijke "milnerae" moeten zijn; dit kan, net als de geslachtsnaam, niet meer worden gecorrigeerd.
Het holotype, MB R 1938, is gevonden in de Mittlere Dinosauriermergel van de Tendaguruformatie, welke afzetting dateert uit het Kimmeridgien-Tithonien, ongeveer 150 miljoen jaar oud. Het bestaat uit een losse middelste staartwervel. Een reeks van twee vergroeide staartwervels, specimen MB R 2166, is aan de soort toegewezen. Deze komen uit dezelfde vindplaats en zijn wellicht van hetzelfde individu afkomstig. Hun positie in de staart is vermoedelijk iets meer naar achteren. Een vierde wervel, MB R 1940, is onder voorbehoud aan de soort toegewezen. Het is niet duidelijk of het materiaal van een volwassen of een onvolgroeid individu is. Het maakt deel uit van het Museum für Naturkunde ofwel Humboldtmuseum te Berlijn.

## Beschrijving

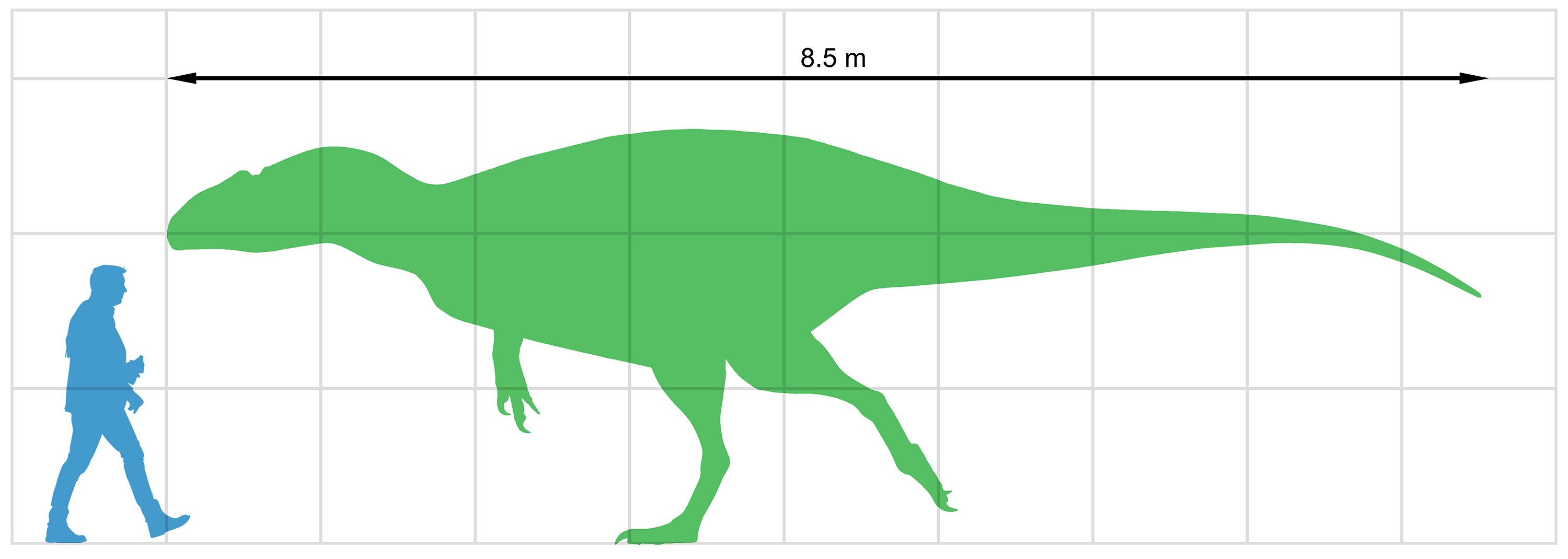
Een groottevergelijking met een mens

Veterupristisaurus is een grote tweevoetige roofsauriër van ruim negen meter lang. De wervel die het holotype is, heeft een lengte van 123 millimeter.
De wervels zijn amficoel: aan beide zijden hol. Hun doorsnede is min of meer ovaal en ze zijn middenin sterk ingesnoerd. Ze dragen een kort doornuitsteeksel en matig lange voorste en achterste gewrichtsuitsteeksels; de achterste zijn veel forser dan de voorste. De zijuitsteeksels zijn vrij kort maar met een robuuste basis. Chevrons aan de onderkant zijn niet teruggevonden.
Rauhut lukte het niet autapomorfieën vast te stellen, unieke afgeleide eigenschappen die bewijzen dat het een zelfstandig taxon betreft. Wel vond hij een kenmerk dat gedeeld werd met de carchorodontosauriër Acrocanthosaurus: de beenrichel tussen het doornuitsteeksel en het voorste gewrichtsuitsteeksel loopt naar voren toe door tot het midden van deze prezygapofyse; parallel eraan loopt aan de buitenste zijkant een tweede kortere richel die aan de achterste zijkant van de prezygapofyse ontspruit.

## Fylogenie
Veterupristisaurus werd door Rauhut in de Carcharodontosauridae geplaatst als zustersoort van Acrocanthosaurus. Het is dan de oudste bekende carcharodontosauride. Dat deze groep al zo vroeg voorkomt zou volgens Rauhut aantonen dat het afsplitsen ervan geen verband heeft met het splitsen der continenten, zoals eerder wel werd aangenomen.